# Discographie de Marilyn Manson
Cette page présente la discographie complète de Marilyn Manson, incluant Marilyn Manson & The Spooky Kids.

## Albums

### Albums Studio
| 1994 | Portrait of an American Family - Sorti: 19 juillet 1994 - Label: Nothing, Interscope - Format: CD, K7 audio, vinyle                    | —  | —  | — | —  | —  | —  | —  | —  | —  | —  | —  | —  | —  | —  | - RIAA: Or                              | 1996 | Antichrist Superstar - Sorti: 8 octobre 1996 - Label: Nothing, Interscope - Format: CD, K7 audio, vinyle | 3 | 41 | 37 | — | — | 13 | 116 | — | — | 5 | — | 50 | — | 73 | - RIAA Platine - ARG Or[réf. nécessaire] - CRIA Platine 2x - ARIA Or |
| 1998 | Mechanical Animals - Sorti: 15 septembre 1998 - Label: Nothing, Interscope - Format: CD, K7 audio, vinyle                              | 1  | 1  | 6 | 22 | 1  | 6  | 14 | —  | 42 | 3  | 3  | 6  | 44 | 8  | - RIAA Platine - CRIA Platine - ARIA Or |      | |   |    |    |   |   |    |     |   |   |   |   |    |   |    |                                                                      |
| 2000 | Holy Wood (In the Shadow of the Valley of Death) - Sorti: 14 novembre 2000 - Label: Nothing, Interscope - Format: CD, K7 audio, vinyle | 13 | 8  | 6 | 34 | 13 | 25 | 12 | 7  | 53 | 18 | 12 | 7  | 20 | 23 | - RIAA Or - CRIA Or - SUI Or            |      | |   |    |    |   |   |    |     |   |   |   |   |    |   |    |                                                                      |
| 2003 | The Golden Age of Grotesque - Sorti: 13 mai 2003 - Label: Nothing, Interscope - Format: CD, K7 audio, vinyle                           | 1  | 5  | 1 | 4  | 1  | 8  | 2  | 1  | 14 | 16 | 4  | 4  | 1  | 4  | - ARIA Or - ALL Or - AUT Or' - SUI Or   |      | |   |    |    |   |   |    |     |   |   |   |   |    |   |    |                                                                      |
| 2007 | Eat Me, Drink Me - Sorti: 5 juin 2007 - Label: Interscope - Format: CD, DI                                                             | 8  | 9  | 2 | 19 | 8  | 9  | 5  | 7  | 38 | 18 | 12 | 10 | 4  | 8  |                                         |      | |   |    |    |   |   |    |     |   |   |   |   |    |   |    |                                                                      |
| 2009 | The High End of Low - Sorti: 26 mai 2009 - Label: Interscope - Format: CD, DI                                                          | 4  | 12 | 6 | 17 | 4  | 9  | 9  | 18 | 73 | 8  | 26 | 15 | 6  | 19 |                                         |      | |   |    |    |   |   |    |     |   |   |   |   |    |   |    |                                                                      |
| 2012 | Born Villain - Sorti: 30 avril 2012 - Label: Cooking Vinyl, Hell, Etc - Format: CD, vinyle                                             | 10 | 16 | 4 | 32 | —  | 18 | 8  | 11 | 27 | 19 | 24 | 21 | 2  | 14 |                                         |      | |   |    |    |   |   |    |     |   |   |   |   |    |   |    |                                                                      |
| 2015 | The Pale Emperor - Sorti : 19 janvier 2015 - Label : Cooking Vinyl, Hell, Etc. - Format : CD, CD Deluxe, vinyle                        | 8  | 6  | 4 | —  | 4  | 10 | 5  | 26 | —  | 5  | 24 | 20 | 1  | —  |                                         |      | |   |    |    |   |   |    |     |   |   |   |   |    |   |    |                                                                      |
| 2017 | Heaven Upside Down - Sorti: 6 octobre 2017 - Label: Loma Vista Recordings et Caroline - Format: CD, vinyle                             | 8  | 4  | 4 | —  | 4  | 8  | 15 | 14 | —  | 6  | —  | 14 | 3  | —  |                                         |      | |   |    |    |   |   |    |     |   |   |   |   |    |   |    |                                                                      |
| 2020 | We Are Chaos - Sorti: 11 septembre 2020 - Label: Loma Vista Recordings et Concord Music - Format: CD, K7 audio, vinyle                 | 8  | 1  | 2 | —  | 8  | 8  | 10 | 12 | —  | 32 | —  | 24 | 2  | —  |                                         |      | |   |    |    |   |   |    |     |   |   |   |   |    |   |    |                                                                      |
| 2024 | One Assassination Under God - Chapter 1 - Sorti: 22 novembre 2024 - Label: Nuclear Blast - Format: CD, K7 audio, vinyle                | 32 | 44 | 6 | —  | —  | 23 | 20 | 18 | —  | 35 | —  | —  | 4  | —  |                                         |      | |   |    |    |   |   |    |     |   |   |   |   |    |   |    |                                                                      |

### EP / Remix
| Année | Album | US  | UK  |
| ----- | --- | --- | --- |
| 1995  | Smells Like Children - Sorti: 24 octobre 1995 - Label: Nothing, Interscope, Atlantic - Format: CD, K7 audio, vinyle | 31  | —   |
| 1997  | Remix and Repent - Sorti: 25 novembre 1997 - Label: Nothing, Interscope - Format: CD, K7 audio                      | 102 | 163 |
| 2005  | The Nobodies: 2005 Against All Gods Mix - Sorti: 5 mars 2005 - Label: Interscope - Format: CD                       | —   | —   |
| 2012  | Slo-Mo-Tion Remix EP - Sorti: 5 novembre 2012 - Label: Cooking Vinyl - Format: CD                                   | —   | —   |

### Albums live
| Année | Album                                                                                       | US | UK | FRA |
| ----- | ------------------------------------------------------------------------------------------- | -- | -- | --- |
| 1999  | The Last Tour on Earth - Sorti: 12 novembre 1999 - Label: Interscope - Format: CD, K7 audio | 82 | 61 | 62  |

### Compilations
| Année | Album | US | UK | FRA | BEL | SWI |
| ----- | --- | -- | -- | --- | --- | --- |
| 2004  | Lunch Boxes & Choklit Cows - Sorti: 20 avril 2004 - Label: Empire MusicWerks - Format: CD                  | —  | —  | —   | —   | —   |
| 2004  | Lest We Forget (The best of) - Sorti: 25 septembre 2004 - Label: Interscope - Format: CD, K7 audio, vinyle | 9  | 4  | 2   | 19  | 5   |
| 2008  | Lost & Found - Sorti: 5 mai 2008 - Label: Polydor, Universal - Format: DI                                  | —  | —  | —   | —   | —   |

## Singles
| Année | Titre                                                 | U.S. Mainstream Rock | U.S. Modern Rock | ITA | UK  | Australia | Album                                            |
| ----- | ----------------------------------------------------- | -------------------- | ---------------- | --- | --- | --------- | ------------------------------------------------ |
| 1994  | Get Your Gunn                                         | —                    | —                | —   | —   | 97        | Portrait of an American Family                   |
| 1995  | Lunchbox                                              | —                    | —                | —   | —   | 81        | Portrait of an American Family                   |
| 1995  | Dope Hat (promo)                                      | —                    | —                | —   | —   | —         | Portrait of an American Family                   |
| 1995  | Sweet Dreams (Are Made of This)                       | 31                   | 26               | 43  | 135 | 28        | Smells Like Children                             |
| 1997  | The Beautiful People                                  | 29                   | 26               | 39  | 18  | 42        | Antichrist Superstar                             |
| 1997  | Tourniquet                                            | 30                   | —                | 49  | 28  | —         | Antichrist Superstar                             |
| 1997  | Man That You Fear (promo)                             | —                    | —                | —   | —   | —         | Antichrist Superstar                             |
| 1998  | Long Hard Road Out of Hell                            | —                    | —                | —   | —   | —         | Spawn, Soundtrack                                |
| 1998  | The Dope Show                                         | 12                   | 15               | 18  | 12  | 20        | Mechanical Animals                               |
| 1999  | I Don't Like the Drugs (But the Drugs Like Me)        | 25                   | 36               | —   | —   | 45        | Mechanical Animals                               |
| 1999  | Rock is Dead                                          | 28                   | 30               | 37  | 23  | —         | Mechanical Animals                               |
| 1999  | Coma White (promo)                                    | —                    | —                | —   | —   | —         | Mechanical Animals                               |
| 1999  | Astonishing Panorama of the Endtimes (promo)          | —                    | —                | —   | —   | —         | Celebrity Deathmatch, Soundtrack                 |
| 2000  | Disposable Teens                                      | 22                   | 24               | 7   | 12  | 46        | Holy Wood (In the Shadow of the Valley of Death) |
| 2001  | The Fight Song                                        | —                    | —                | 33  | 24  | —         | Holy Wood (In the Shadow of the Valley of Death) |
| 2001  | The Nobodies                                          | —                    | —                | 30  | 34  | —         | Holy Wood (In the Shadow of the Valley of Death) |
| 2002  | Tainted Love                                          | 30                   | 33               | 2   | 5   | —         | Not Another Teen Movie, Soundtrack               |
| 2003  | mOBSCENE                                              | 18                   | 26               | 9   | 13  | 31        | The Golden Age of Grotesque                      |
| 2003  | This Is the New Shit                                  | —                    | —                | 41  | 29  | 31        | The Golden Age of Grotesque                      |
| 2004  | (s)AINT (promo)                                       | —                    | —                | —   | —   | —         | The Golden Age of Grotesque                      |
| 2004  | Personal Jesus                                        | 20                   | 12               | 10  | 13  | 30        | Lest We Forget (the best of)                     |
| 2007  | Heart-Shaped Glasses (When the Heart Guides the Hand) | 31                   | 24               | 29  | 19  | —         | Eat Me, Drink Me                                 |
| 2007  | Putting Holes in Happiness                            | —                    | —                | —   | —   | —         | Eat Me, Drink Me                                 |
| 2009  | We're From America                                    | 31                   | 24               | 29  | 19  | —         | The High End Of Low                              |
| 2009  | Arma-Goddamn-Motherfuckin-Geddon                      | —                    | —                | —   | —   | 114       | The High End Of Low                              |
| 2012  | No Reflection                                         | 26                   | —                | —   | —   | —         | Born Villain                                     |
| 2012  | Slo-Mo-Tion                                           | —                    | —                | —   | —   | —         | Born Villain                                     |
| 2014  | Third Day Of A Seven Day Binge                        | —                    | —                | —   | —   | —         | The Pale Emperor                                 |
| 2014  | Deep Six                                              | 8                    | —                | —   | —   | —         | The Pale Emperor                                 |
| 2014  | Cupid Carries a Gun                                   | —                    | —                | —   | —   | —         | The Pale Emperor                                 |
| 2017  | We Know Where You Fucking live                        | —                    | —                | —   | —   | —         | Heaven Upside Down                               |
| 2017  | SAY10                                                 | —                    | —                | —   | —   | —         | Heaven Upside Down                               |
| 2017  | KILL4ME                                               | 5                    | —                | —   | —   | —         | Heaven Upside Down                               |
| 2020  | We Are Chaos                                          | 8                    | —                | —   | —   | —         | We Are Chaos                                     |
| 2020  | Don't Chase the Dead                                  | 29                   | —                | —   | —   | —         | We Are Chaos                                     |
| 2024  | As Sick as the Secrets Within                         | —                    | —                | —   | 41  | 42        | One Assassination Under God - Chapter 1          |
| 2024  | Raise the Red Flag                                    | —                    | —                | —   | 35  | 37        | One Assassination Under God - Chapter 1          |
| 2024  | Sacrilegious                                          | —                    | —                | —   | —   | —         | One Assassination Under God - Chapter 1          |

## Reprises
| Année | Chanson                            | Groupe                         |
| ----- | ---------------------------------- | ------------------------------ |
| 1995  | Down in the Park                   | Gary Numan                     |
| 1995  | Sweet Dreams (Are Made of This)    | Eurythmics                     |
| 1995  | I Put a Spell on You               | Screamin' Jay Hawkins          |
| 1995  | Rock'n'roll Nigger                 | Patti Smith                    |
| 1998  | Highway to Hell                    | AC/DC                          |
| 1998  | Golden Years                       | David Bowie                    |
| 1999  | Get My Rocks Off                   | Dr Hook                        |
| 1999  | A Rose and a Baby Ruth (en)        | George Hamilton IV (en)        |
| 2000  | Sick City                          | Charles Manson                 |
| 2000  | Five to One                        | The Doors                      |
| 2000  | Working Class Hero                 | John Lennon                    |
| 2001  | Suicide Is Painless                | Johnny Mandel                  |
| 2002  | Tainted Love                       | Gloria Jones                   |
| 2002  | The KKK Took My Baby Away          | The Ramones                    |
| 2003  | Mind of a Lunatic                  | The Geto Boys                  |
| 2003  | Come Together                      | The Beatles                    |
| 2004  | Personal Jesus                     | Depeche Mode                   |
| 2007  | What Goes Around... Comes Around   | Justin Timberlake              |
| 2006  | This Is Halloween                  | The Nightmare Before Christmas |
| 2012  | You're So Vain                     | Carly Simon                    |
| 2016  | Cat people (feat Shooter Jennings) | David Bowie                    |
| 2018  | Cry Little Sister                  | Gerard Mc Mahon                |
| 2019  | The End                            | The Doors                      |

## Demos
| Année | Titre                        |
| ----- | ---------------------------- |
| 1989  | The Raw Boned Psalms         |
| 1990  | The Beaver Meat Cleaver Beat |
| 1990  | Big Black Bus                |
| 1990  | Grist-O-Line                 |
| 1991  | Lunchbox                     |
| 1991  | After School Special         |
| 1992  | Live As Hell                 |
| 1992  | The Family Jams              |
| 1993  | Refrigerator                 |